# 第44独立砲兵旅団 (ウクライナ陸軍)
第44独立砲兵旅団（だい44どくりつほうへいりょだん、ウクライナ語: 44-та окрема артилерійська бригада）は、ウクライナ陸軍の旅団。西部作戦管区隷下。

## 概要

### ドンバス戦争
2014年9月9日、ドンバス戦争の影響に伴い、テルノーピリ州テルノーピリで創設された。
2014年10月、ドンバス戦争に投入され、東部ドネツィク州、ルハーンシク州に配備された。
2015年、第128独立親衛山岳歩兵旅団隷下の第6独立自動車化歩兵大隊が配属された。
2016年、第6独立自動車化歩兵大隊が警備大隊に改編された。
2020年12月6日、ウォロディミル・ゼレンスキー大統領から、名誉称号「ダヌィーロ・アポーストル」を授与された。

### ロシアのウクライナ侵攻

#### 北部・キーウ戦線
2022年2月24日、ロシアのウクライナ侵攻では、北部キーウ州ブチャ地区に配備され、キーウ守備隊を火力支援し、4月にロシア軍を撃退した。

#### 東部・バフムート戦線
2022年6月、東部ドネツィク州バフムート地区に再配置され、バフムート守備隊を火力支援した。

#### 北東部・イジューム戦線
2022年9月上旬、北東部ハルキウ州イジューム地区に再配置され、友軍を火力支援し、ハルキウ州の大部分を解放した。
2022年11月3日、ウォロディミル・ゼレンスキー大統領から、勇気と勇敢さに対する栄誉賞を授与された。

#### 南部・ザポリージャ戦線
2022年11月、南部ザポリージャ州ポロヒー地区に再配置され、2023年6月上旬には第128独立山岳強襲旅団の攻勢を火力支援している。

## ギャラリー

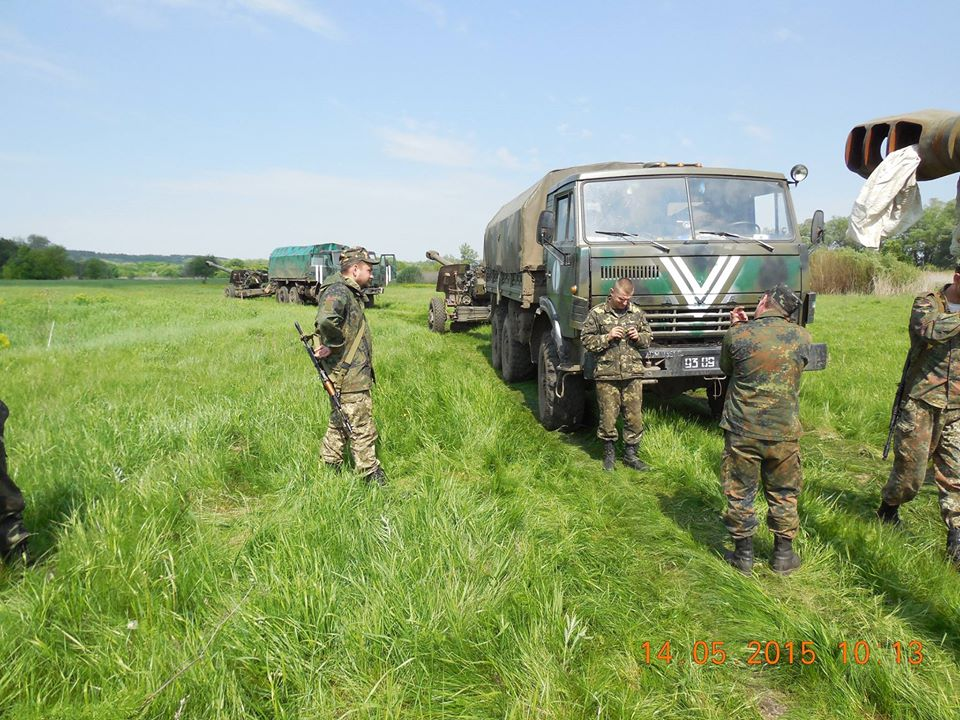
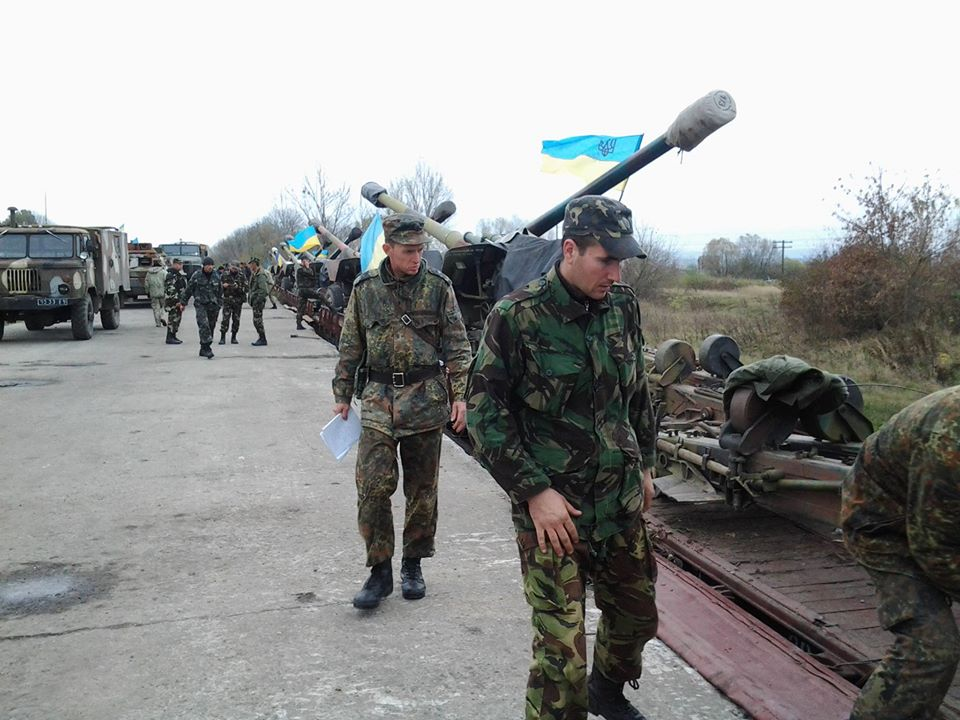
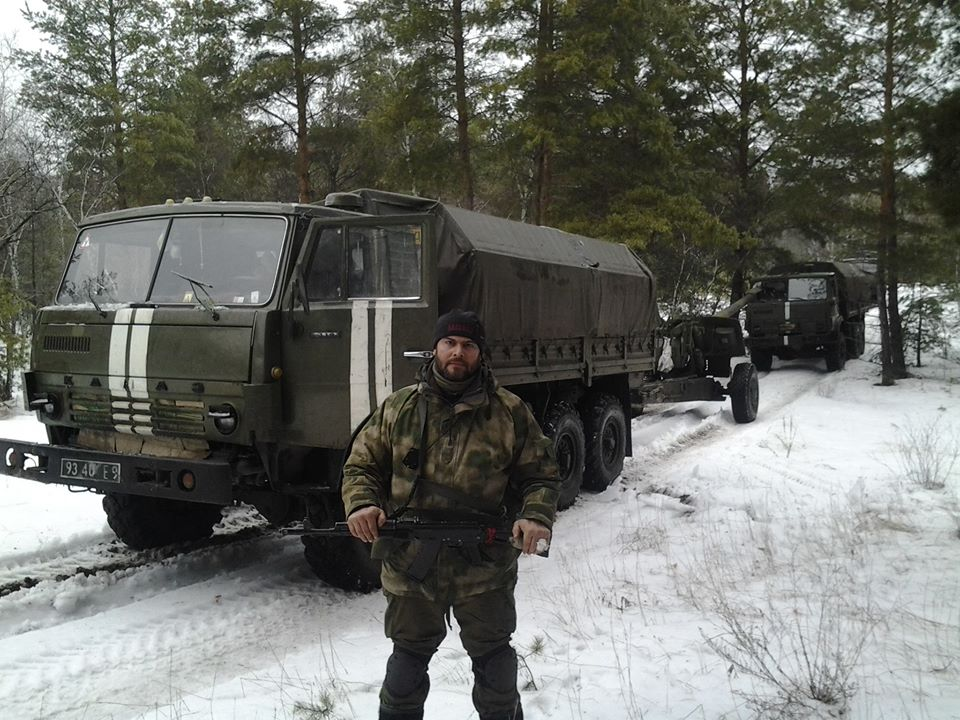

## 編制
- 旅団司令部（テルノーピリ）
- 第1榴弾砲大隊
- 第2榴弾砲大隊
- 第3榴弾砲大隊
- 第4自走砲大隊
- 第5対戦車砲大隊
- 砲兵偵察大隊
- 第6警備大隊（ウクライナ語版）
- 工兵中隊
- 整備中隊
- 兵站中隊
- NBC防護小隊